# Савинер ди Калонеге (Белуно)
Савинер ди Калонеге (итал. Saviner di Calloneghe) је насеље у Италији у округу Белуно, региону Венето.
Према процени из 2011. у насељу је живело 48 становника. Насеље се налази на надморској висини од 1055 м.